# Biserica Sfânta Vineri din Zalău
Biserica Sfânta Vineri (denumită, datorită dimensiunilor sale, și catedrala Sfânta Vineri) este un lăcaș de cult de mari dimensiuni din municipiul Zalău, județul Sălaj. Edificiul constituie un ansamblu arhitectural modern în care sunt îmbinate trei funcțiuni: Catedrala Înălțarea Domnului, obeliscul eroilor (50 m înălțime) și spații muzeale multiple. A fost proiectată de arhitecții Doina și Mircea Nejur, iar construcția a debutat pe 15 august 1990, la inițiativa preotului Ioan Ghiurco. În prezent lăcașul e finalizat în proporție de 70%.
Până în 2012 au fost efectuate lucrări în valoare de peste 150 miliarde lei, sumă ce provine din contribuția benevola a locuitorilor Zalăului. La aceasta se adaugă și contribuția guvernelor ce s-au succedat în perioada construcției, a Secretariatului de Stat pentru Culte, Consiliului Județean Sălaj, Primăriei Zalău și a societăților comerciale.

## Arhitectura
Clădirea are planul de cruce greacă înscrisă, adică laturi egale – lungime, lățime și înălțime – formă consacrată în arhitectura Bisericii Răsăritene și adăpostește toate spațiile specifice: pronaos, naos și altar. Spațiul interior se desfășoară pe mai multe niveluri, permițând participarea la slujbe a unui număr de aproximativ 5.000 de credincioși. Peste naos a fost turnată o cupolă monumentală, înconjurată la bază de 16 ferestre mici. Catedrala este o replică în miniatură a Hagiei Sophia din Istanbul. Cea din urmă are dimensiunile de 72 m pe toate laturile, iar Sfânta Vineri are o dimensiune de 36 m pe toate laturile. Iconostasul este sculptate în stejar masiv, lucrare realizată de sculptorul Mircea Vasile din Sighetu Marmației. Policandrul turnat în bronz aurit, în greutate de 1780 kg și înalt de 7 m, a fost executat în Atena. Pictura, realizată de Petru Botezatu, a început în 2001 și acoperă în prezent 292 m².
Accesul în catedrală se face pe sub arcul monumentului eroilor, cu o înălțime de 50 m, ce se desface în două aripi, sub formă de portic. Acesta are rolul de a asigura accesul la spațiile de la demisol, precum și de a proteja viitoarea frescă exterioară. Sub arcul monumentului este instalat un clopot ce cântărește trei tone.
Partea de la demisol constituie spații muzeale pentru bunurile ce fac parte din Patrimoniul Cultural Național.